# Majdan Kiełczewski
Majdan Kiełczewski – wieś w Polsce położona w województwie mazowieckim, w powiecie węgrowskim, w gminie Sadowne.
Wierni kościoła rzymskokatolickiego należą do parafii Trójcy Przenajświętszej i św. Anny w Prostyni.